# Shōhei Shigematsu

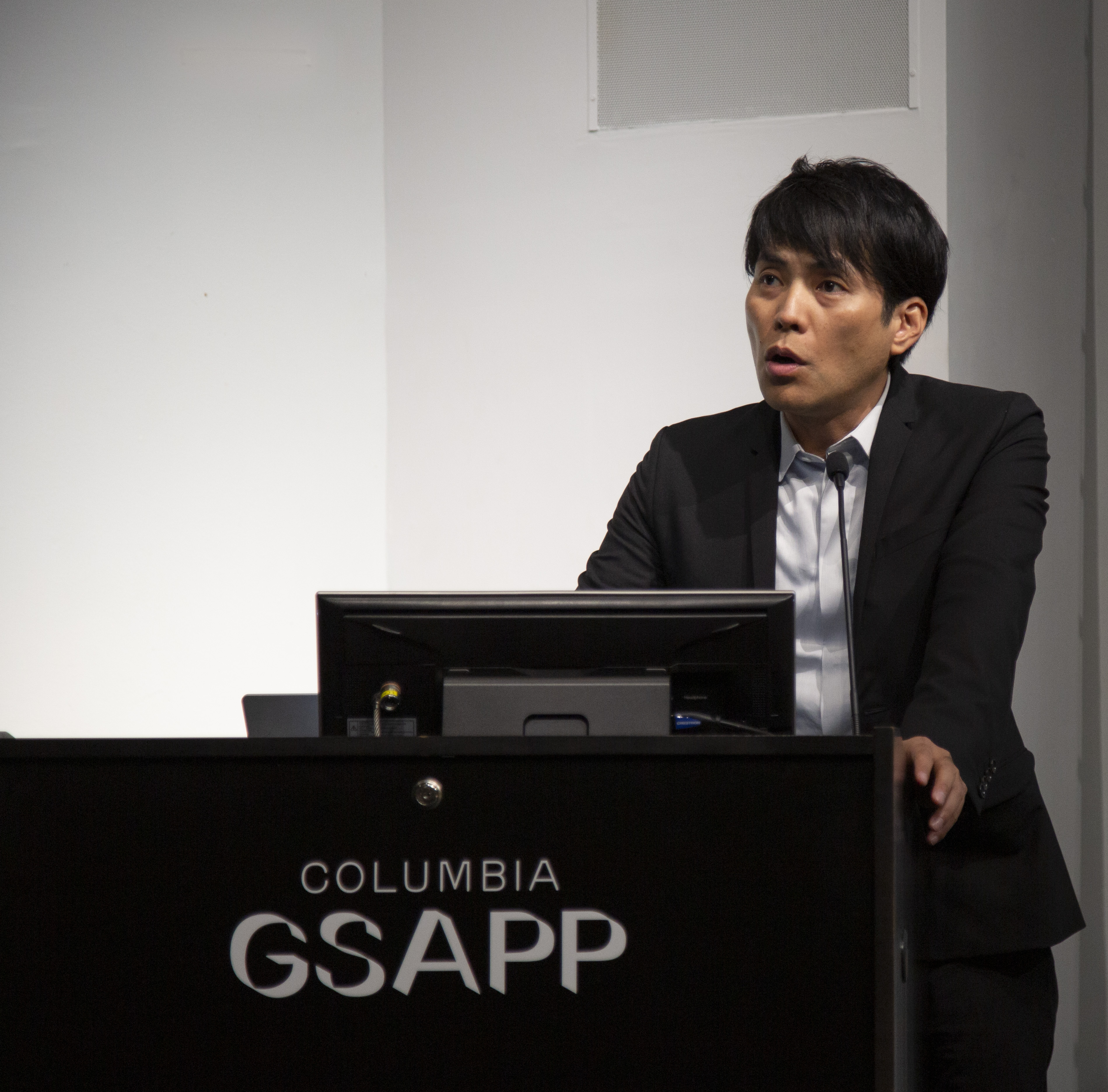
Shigematsu bei einem Vortrag an der Graduate School of Architecture, Planning and Preservation (GSAPP) der Columbia University 2019

Shōhei Shigematsu (japanisch 重松 象平 Shigematsu Shōhei; geboren 1973 in der Fukuoka, Japan) ist ein japanischer Architekt und Partner des Architekturbüros Office for Metropolitan Architecture (OMA).

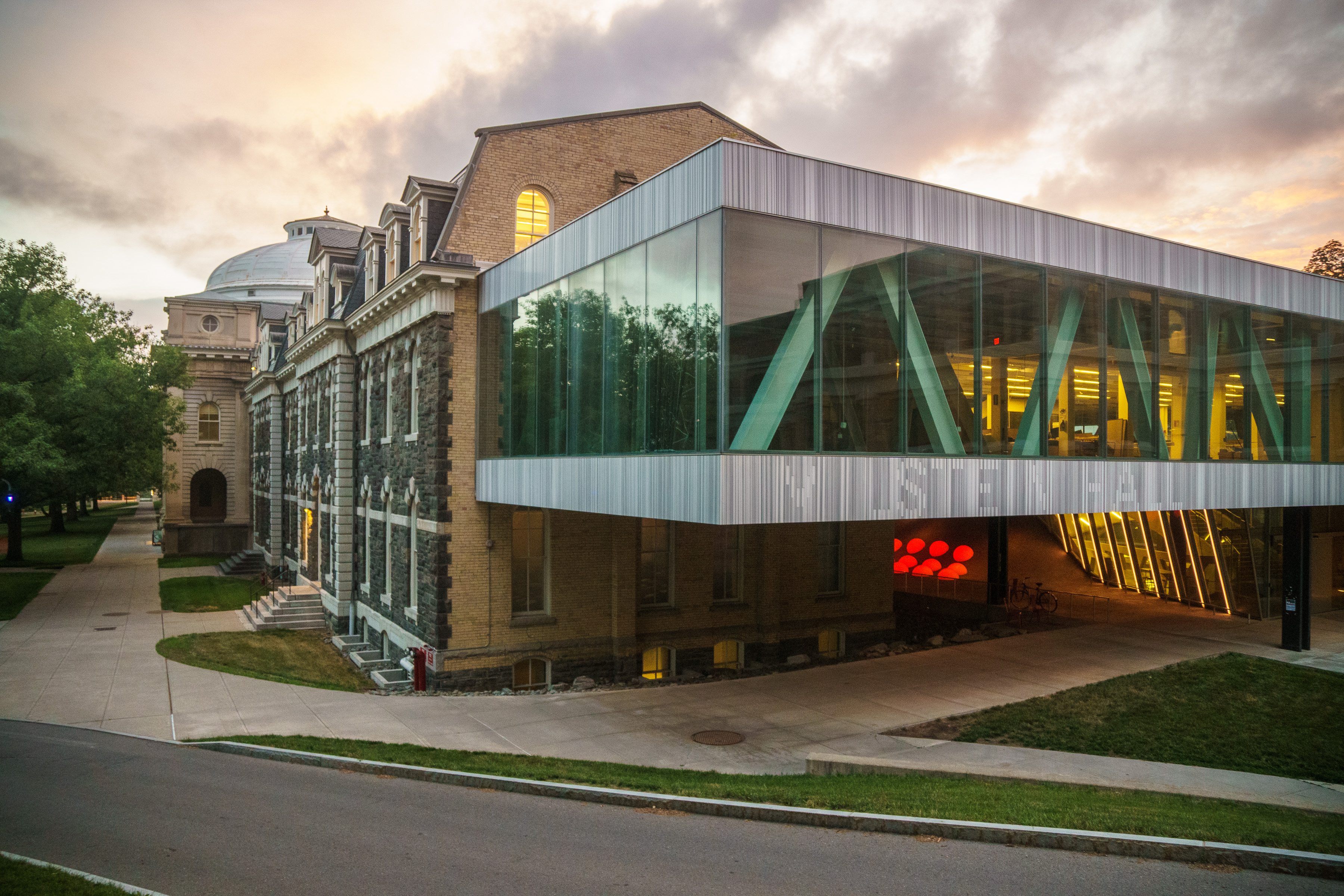
Milstein Hall, Cornell University, Ithaca, USA 2011

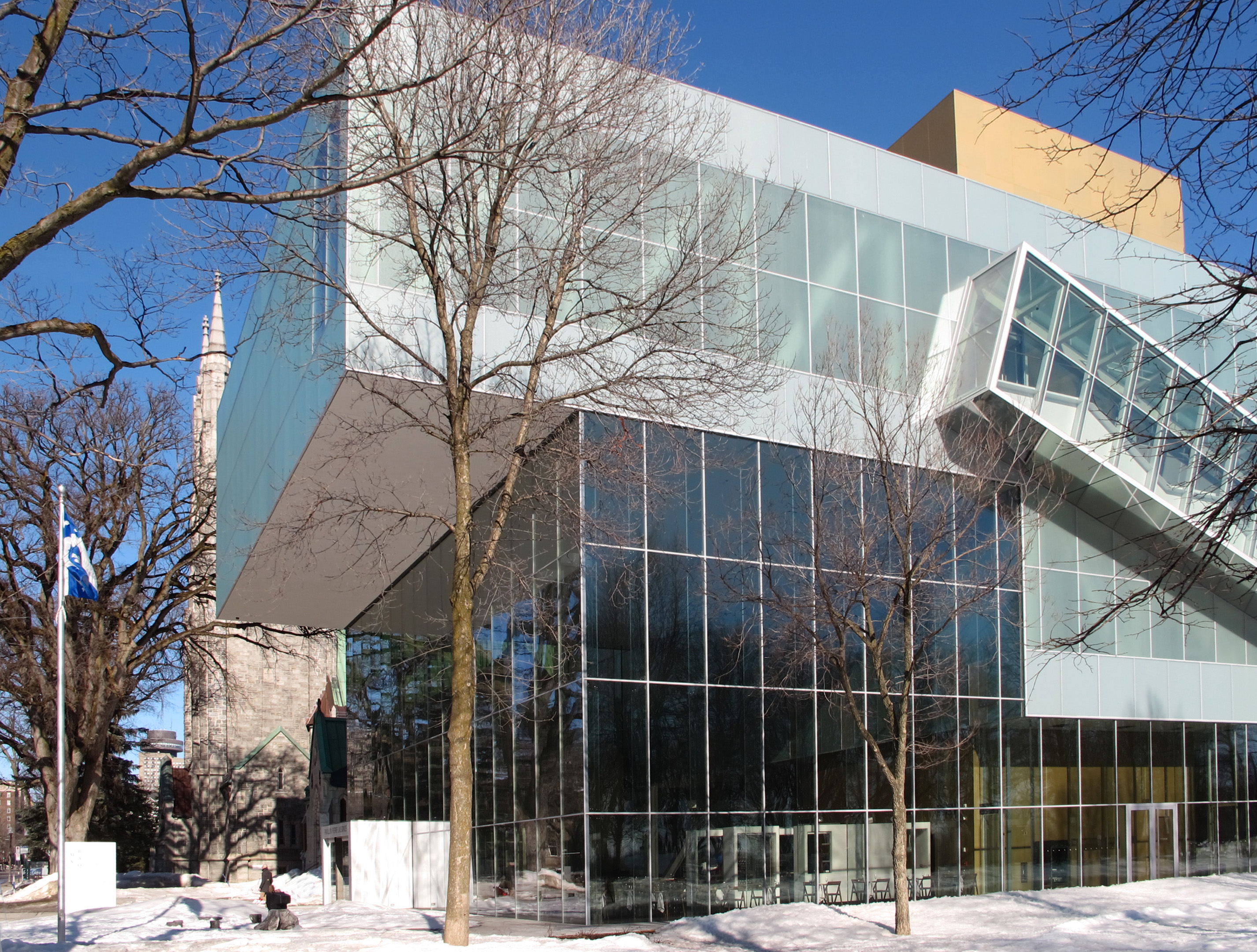
Pierre Lassonde Pavilion, Quebec, Kanada 2016

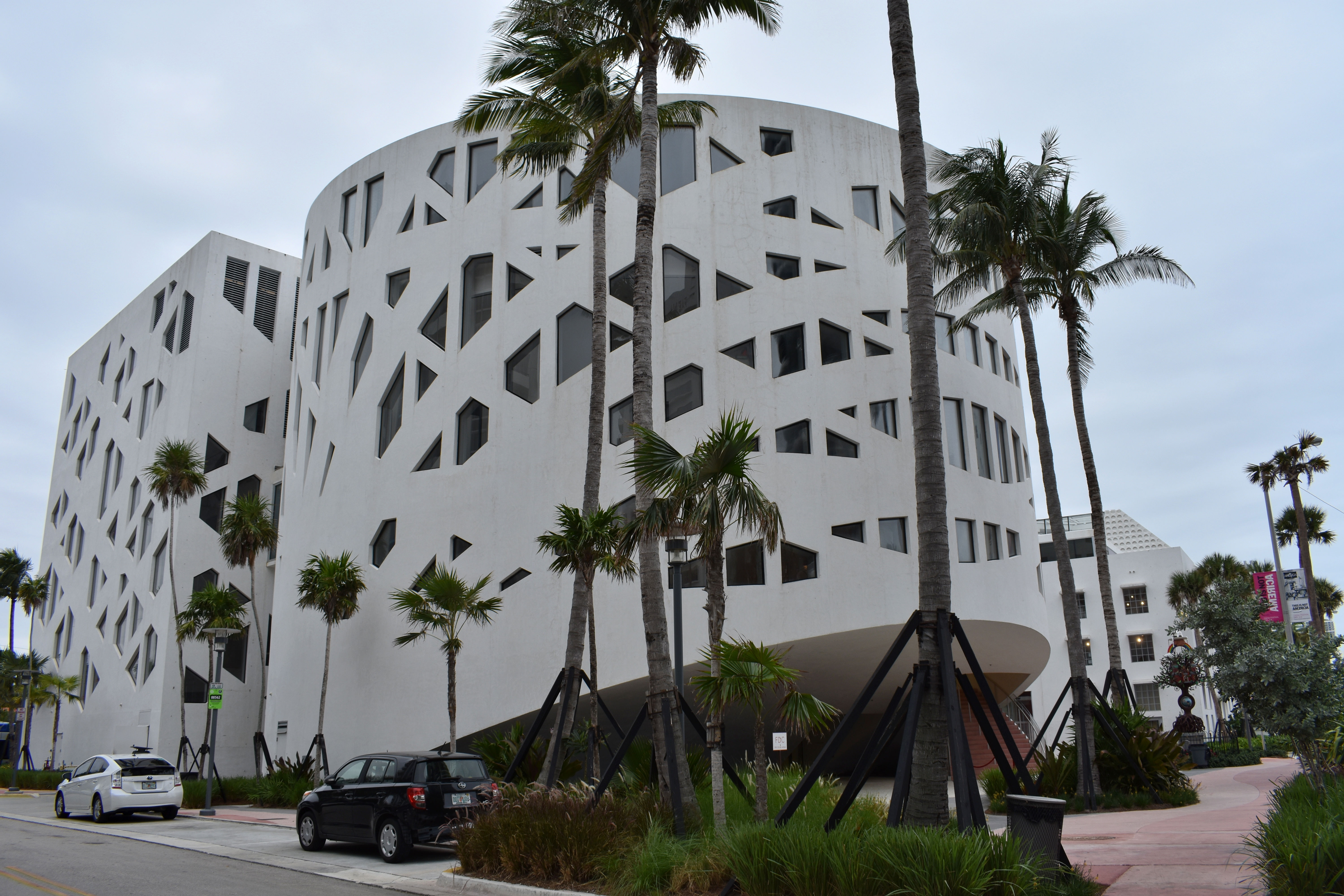
Faena Forum, Miami Beach, USA 2016

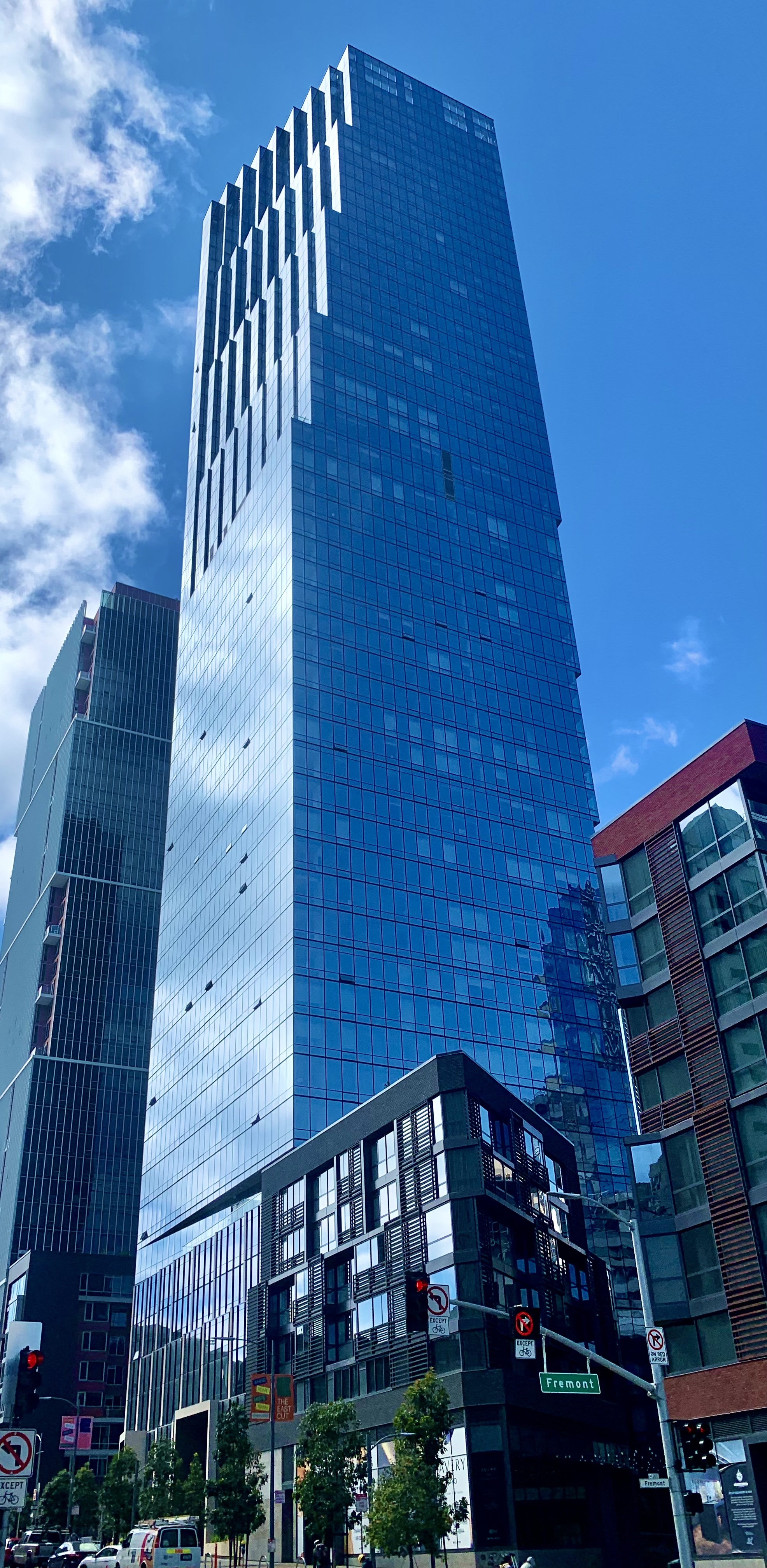
The Avery, San Francisco, USA 2019

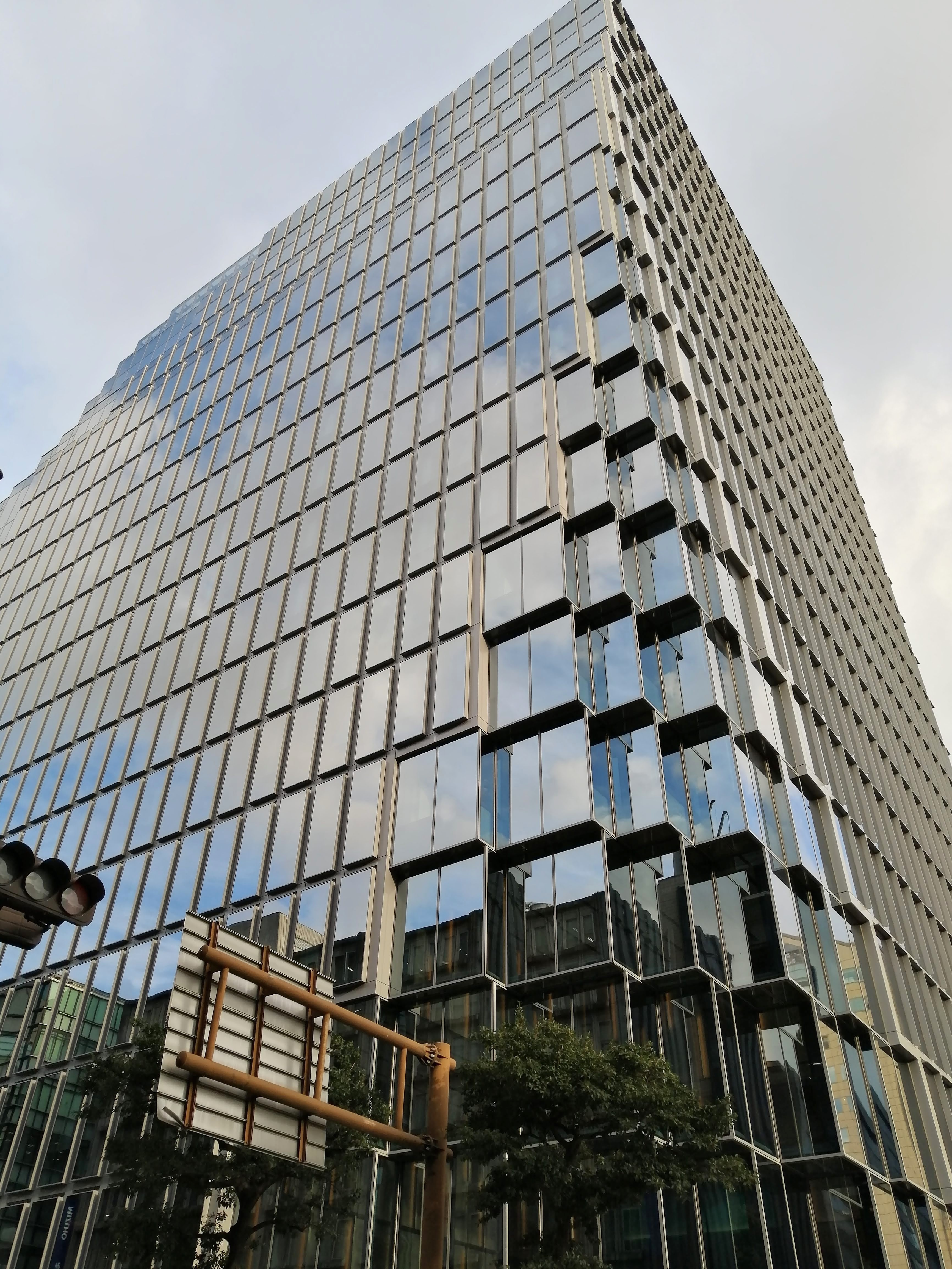
Tenjin Business Center, Fukuoka, Japan 2021

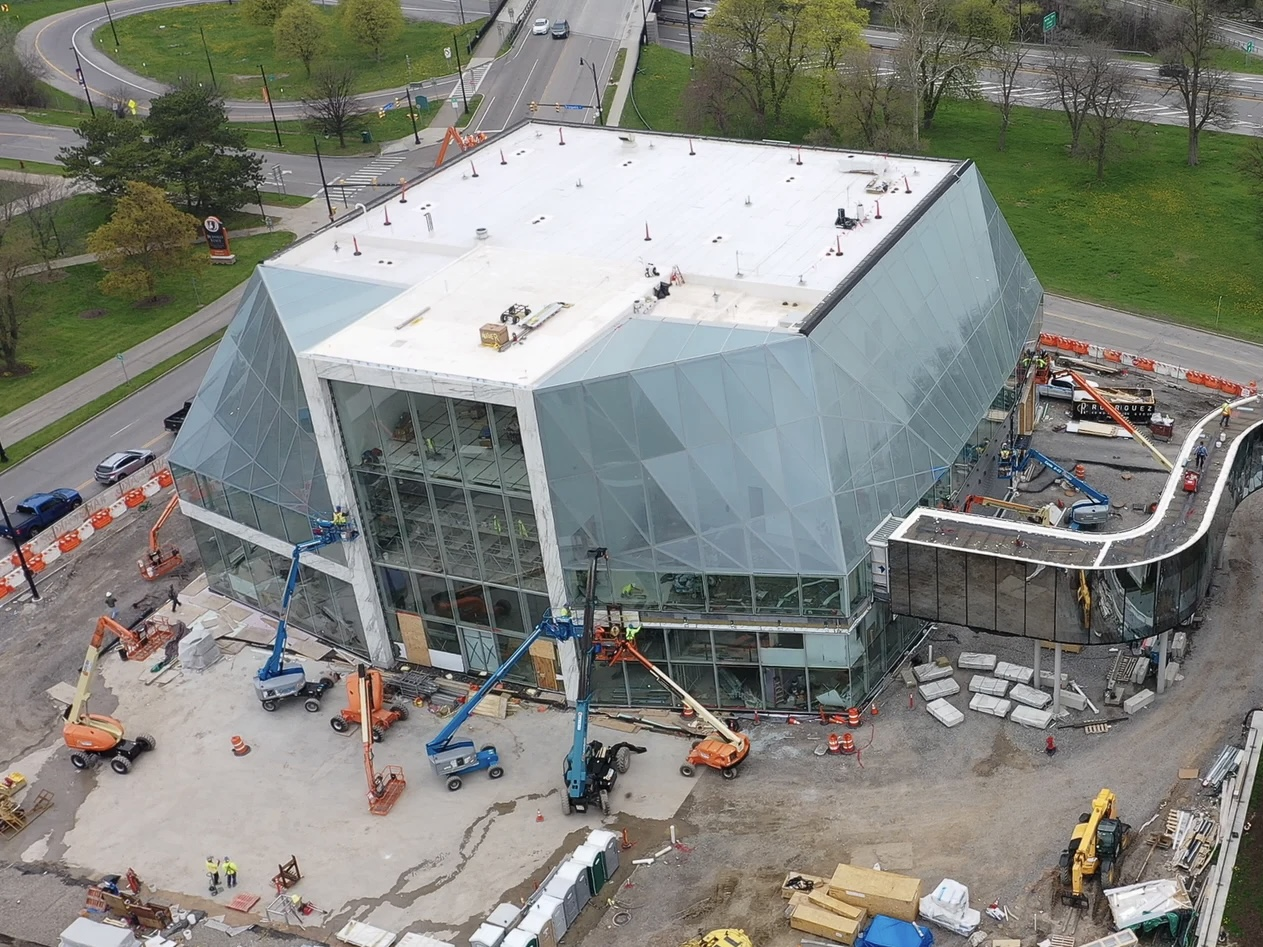
Albright-Knox Gallery im Bau, Buffalo, USA 2022

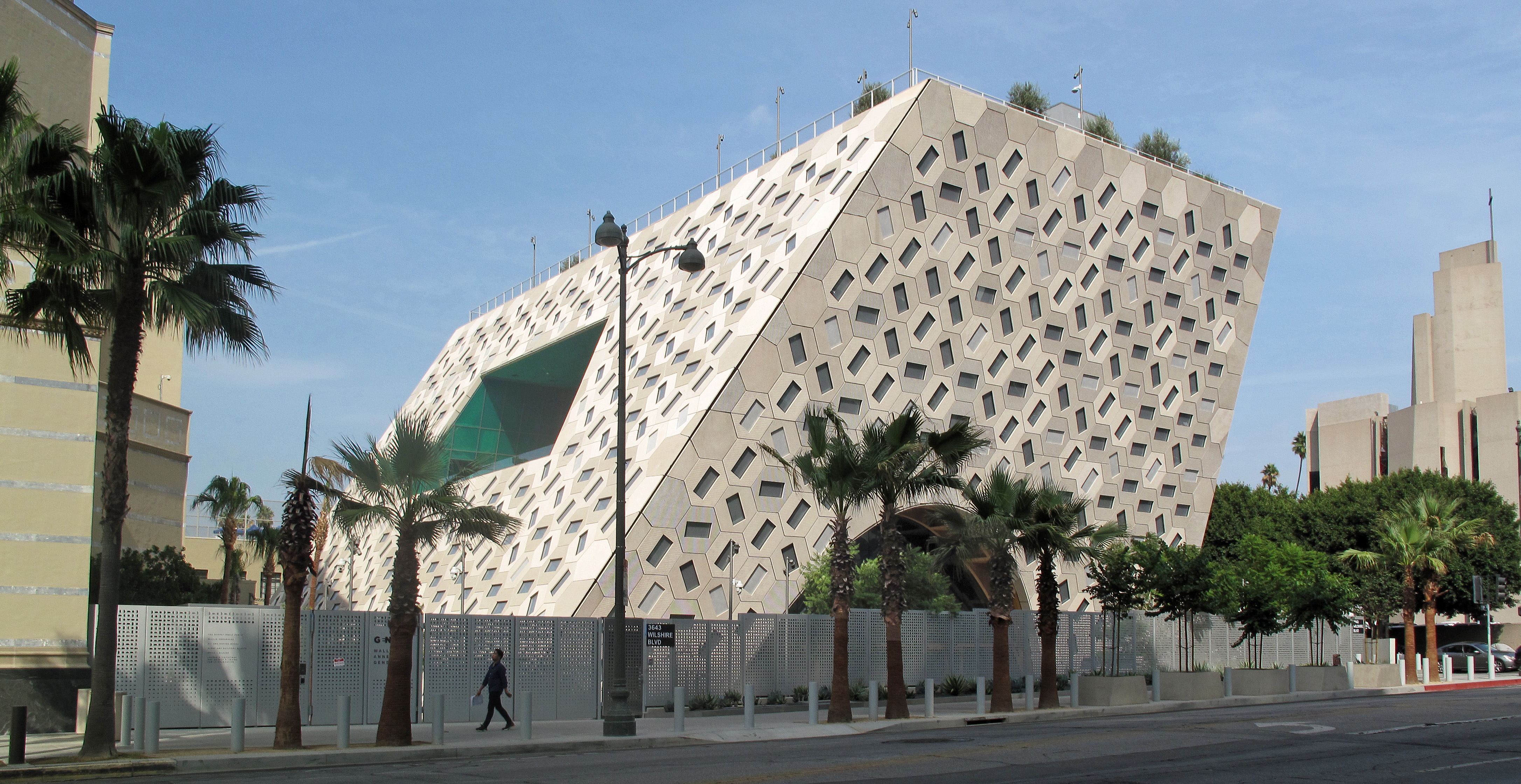
Audrey Irmas Pavilion, Los Angeles, USA 2022

## Leben

### Ausbildung
Shigematsu studierte Ingenieurswissenschaften und Architektur an der Kyūshū Daigaku und schloss das Studium 1996 ab. Anschließend vertiefte er seine Studien am Berlage Institut in Amsterdam.

### Architekt bei OMA
1998 kam Shigematsu zu OMA. 2004 wurde er Gesellschafter von OMA Rotterdam. 2006 wurde er Direktor von OMA*AMO New York. Seitdem leitet er das Büro in New York City und ist dort für Projekte in Nord- und Südamerika zuständig. Ab und zu übernimmt er Projekte in Japan. Seit 2008 ist er Partner von OMA.
Im Bereich Kulturbauten zeichnet er verantwortlich für die Milstein Hall an der Cornell University, den Neubau des Musée national des beaux-arts du Québec, das Faena Forum, ein Mehrzweckgebäude in Miami Beach und die Renovierung und Neugestaltung des New Yorker Hauptsitzes von Sotheby’s. Aktuelle Projekte sind eine Museumserweiterung für das New Museum of Contemporary Art in New York City, eine Erweiterung der Albright-Knox Art Gallery in Buffalo und ein Veranstaltungsraum für den Wilshire Boulevard Temple in Los Angeles. Shigematsu gestaltete auch Ausstellungsräume für Prada, für die Architekturbiennale Venedig, für das Metropolitan Museum of Art, für die Park Avenue Armory, die erste US-Retrospektive von Dior im Denver Art Museum und im Dallas Museum of Art. Er hat mit Künstlern zusammengearbeitet wie Cai Guo-Qiang, Marina Abramović, Kanye West und Taryn Simon.
Im Bereich Städtebau entwarf Shigematsu den Masterplan für den Willow Campus, einem Lebens- und Arbeitsumfeld für Facebook in Menlo Park. Er entwarf die Bebauung für eine gemischte Nutzung in Santa Monica, ein neues Stadtzentrum in Bogotá, eine städtische Wasserstrategie für New Jersey nach dem Hurrikan Sandy und in Toronto die größte transitorientierte Bebauung, die derzeit in Nordamerika entsteht.
Shigematsu war beteiligt an der Planung des Hauptsitzes des chinesischen Zentralfernsehens in Peking und beim Bau des Hauptsitzes der Börse von Shenzhen. Schließlich gelang es ihm, einen Bauherren und den Bürgermeister seiner Geburtsstadt Fukuoka von seinen Entwürfen zu einem neuen Bürozentrum zu überzeugen. Mit dem Toranomon Hills Station Tower verantwortete Shigematsu OMAs ersten Tower in Tokio für die Mori Building Co. Shigematsus Entwürfe für drei Wohnprojekte sind in New York, San Francisco und Miami im Bau.

### Lehrtätigkeiten
Shigematsu war Gastprofessor am College of Architecture, Art, and Planning (AAP) der Cornell University, der Harvard Graduate School of Design (GSD) und der Columbia University Graduate School of Architecture, Planning and Preservation (GSAPP). Er hielt Vorträge bei Vlow! 2010, bei TED-Konferenzen und der Wired Japan Conference. Derzeit ist er Professor an der Graduate School of Human Environment Studies der Universität Kyūshū. Dort ist er Direktor am Institut Built Environment Center with Art & Technology (BeCAT).

### Auszeichnungen
2023 erhielt Shigematsu den Mainichi Designpreis unter dem Motto „Globalismus mit Sensibilität“.

## Projekte (Auswahl)
Im Folgenden werden Gebäude aufgelistet, die Shigematsu als OMA-Partner verantwortete.

### Masterpläne
- 2013: Masterplan des Centro Administrativo Nacional (CAN), kolumbianisches Nationales Verwaltungszentrum, Bogotá[8]
- 2013: Resist, Delay, Store, Discharge, eine städtische Wasserstrategie für New Jersey nach dem Hurrikan Sandy, Masterplan[4]
- 2020: Masterplan für The ReefLine, Unterwasser-Skulpturenpark und Schnorchelpfad, Küstengebiet von Miami Beach[9]

### Fertiggestellte Gebäude
- 2011: Milstein Hall, ein Erweiterungsbau für das College of Architecture, Art and Planning an der Cornell University[10]
- 2012: Hauptsitz von China Central Television (CCTV), Peking[5]
- 2013: The Plaza, Mehrzweckgebäude, Santa Monica[11]
- 2015: Faena Bazaar, Umgestaltung des Atlantic Beach Hotels in ein Einkaufszentrums, Miami Beach[12]
- 2016: Faena Park, Läden, drei Parketagen, Veranstaltungs-Penthouse, Miami Beach[13]
- 2016: Pierre Lassonde Pavilion, neues Gebäude auf dem Gelände des Musée national des beaux-arts du Québec[14]
- 2015: Atelier und Ausstellungsraum von Cai Guo-Qiang, Renovierung und Neugestaltung, New York[15]
- 2016: Faena Forum, Kulturzentrum, Einkaufszentrum und Parkhaus, Miami Beach[16]
- 2019: The Avery, Wohnturm, San Francisco[17]
- 2019: 121 East 22nd Street, Wohnturm, Manhattan[18]
- 2021: Tenjin Business Center, Zentrum für Büros und Startups in Fukuoka[19][20]
- 2022: Audrey Irmas Pavilion, Kulturzentrum, Wilshire Boulevard Temple, Los Angeles[21]
- 2022: Albright-Knox Gallery, Erweiterung des Buffalo AKG Art Museum, Buffalo[22][23]
- 2023: Tiffany Landmark, Renovierung und Aufstockung des Geschäftshauses, New York City[24]
- 2023: Toranomon Hills Station Tower, Mehrzweckgebäude, Tokio[25]

### Temporäre Projekte
- 2012: 7 Screen Pavilion, temporärer Filmpavillon für die Internationalen Filmfestspiele von Cannes[26]
- 2014: Architekturbiennale Venedig: La Feria Concreta, temporärer Ausstellungspavillon über die Dominikanische Republik[27]
- 2016: Taryn Simon: An occupation of loss, Ausstellung, New York City[28]
- 2016: Manus x Machina: Fashion in an Age of Technology, Ausstellung, New York City[29]
- 2016: Bühnenbild für Once With Me, Once Without Me – Pam Tanowitz Performance at Faena Forum[30]
- 2017: Scaffolding, Ausstellung im Center for Architecture, New York City[31]
- 2017: Dior: From Paris to the World, Ausstellung im Denver Art Museum[32]
- 2018: Dior: From Paris to the World, Ausstellung im Dallas Museum of Art[33]
- 2022: Christian Dior: Designer of Dreams, Ausstellung im Denver Art Museum und im Dallas Museum of Art[34]

### Innenarchitektur
- 2012: Verkaufsraum für die Modefirma Coach am Macy’s Herald Square, New York City[35]
- 2012: Verkaufsraum der Jeansmarke Raleigh, New York City[36]
- 2013: Omotesando Flagship, Verkaufsräume der Modemarke Coach, Tokio[37]
- 2019: Sotheby’s Headquarters, 1334 York Avenue, Renovierung und Umgestaltung der Innenarchitektur, New York City[38]
- 2021: Design Galleries and Studio, Ausstellungsräume im Denver Art Museum[39]

### Projekte im Bau
- seit 2015: 88 Seaport, Studie zur Neugestaltung der Boston Waterfront[40]
- seit 2017: Willow Campus Masterplan, eine Lebens- und Arbeitsumgebung für Facebook in Menlo Park[41]
- seit 2019: Museumserweiterung für das New Museum of Contemporary Art in New York City[42][43]
- seit 2018: Jojutla Bridge, Jojutla de Juarez, Mexiko[44]
- seit 2020: Discovery Partners Institute Headquarters, Firmenzentrale, Chicago[45]
- seit 2020: Harajuku Quest, Mehrzweckgebäude mit Öffentlichkeitsbeteiligung, Tokio[46]

## Veröffentlichungen
- New urban design approaches starting from architecture. In: Axis. Nr. 199, 2019, ISSN 0285-8223, S. 50 (englisch).
- mit Paola Antonelli, Carson Chan, Haruko Matsumoto: Conversation: On Resiliency. In: a+u Architecture and Urbanism. August 2024, ISSN 0389-9160, S. 186–189.
- mit Jason Long, Sophia Choi: OMA NY search term. über die Projekte des OMA-Büros New York. Rizzoli, New York 2021, ISBN 978-0-8478-6920-6.
- OMA. In: a+u Architecture and Urbanism. August 2024, ISSN 0389-9160, S. 120–127.